# Quinton Day
Quinton Laron Day (ur. 23 września 1984 w Kansas City) – amerykański koszykarz występujący na pozycji rozgrywającego.

## Życiorys
Karierę zaczynał na amerykańskim Uniwersytecie Missouri. W 2007 roku rozpoczął grę w Europie. W sezonie 2007/2008 grał w Turcji i na Węgrzech, gdzie notował średnio 22 punkty oraz 3,7 asysty na mecz. 3 grudnia 2008 roku podpisał kontrakt ze Zniczem Jarosław. Dzięki jego dobrej grze zespół z Podkarpacia utrzymał się w PLK. Sam Quinton Day wystąpił także w meczu gwiazd PLK (14 punktów oraz 4 asysty w 16 minut). Day sezon 2009/2010 rozpoczął w Grecji, jednak szybko wrócił do Polski. 30 listopada podpisał kontrakt ze Sportino Inowrocław. W swoim debiucie w nowym zespole, 5 grudnia, rzucił swojej byłej drużynie, Zniczowi Jarosław, 14 punktów. Miał też 4 asysty. W 2010 roku wystąpił w konkursie wsadów Meczu Gwiazd PLK. Lata 2010–2012 spędził grając na Bliskim Wschodzie. W 2012 po raz trzeci przeniósł się do polskiej ligi. Został zawodnikiem Asseco Prokomu Gdynia. Z drużyną tą zdobył mistrzostwo Polski.

## Osiągnięcia
Na podstawie, o ile nie zaznaczono inaczej.
NCAA
- Zaliczony do I składu:
  - konferencji Mid-Continent (2006, 2007)
  - najlepszych nowo przybyłych zawodników konferencji Mid-Continent (2005)
  - turnieju Great Alaska Shootout (2007)
- Lider konferencji Mid-Continent w[11]:
  - liczbie:
    - oddanych rzutów z gry (2006 – 460, 2007 – 456)
    - przechwytów (2006 – 76, 2007 – 54)

  - średniej przechwytów (2006 – 2,8)
  - skuteczności rzutów wolnych (2006 – 81,1%)

Drużynowe
- Mistrz Polski (2012)

Indywidualne
- Uczestnik meczu gwiazd:
  - PLK (2009, 2010)
  - Polska – Gwiazdy PLK (2009)[12]
- Finalista konkursu wsadów PLK (2010)

## Statystyki podczas występów w PLK
| Sezon     | Drużyna              | M  | S5 | MPG  | FG% | 3P% | FT% | RPG | APG | SPG | BPG | PPG  |
| --------- | -------------------- | -- | -- | ---- | --- | --- | --- | --- | --- | --- | --- | ---- |
| 2008/2009 | Znicz Jarosław       | 14 | 11 | 29,9 | 39% | 36% | 72% | 3,3 | 3,4 | 1,8 | 0,0 | 17,6 |
| 2009/2010 | Sportino Inowrocław  | 16 | 16 | 32,0 | 40% | 35% | 71% | 2,0 | 3,2 | 2,1 | 0,0 | 18,2 |
| 2011/2012 | Asseco Prokom Gdynia | 23 | 0  | 9,4  | 29% | 22% | 60% | 0,9 | 1,1 | 0,4 | 0,0 | 3,3  |